# Dolichosciara saetosa
Dolichosciara saetosa är en tvåvingeart som först beskrevs av Franz Lengersdorf 1929.  Dolichosciara saetosa ingår i släktet Dolichosciara, och familjen sorgmyggor. Arten är reproducerande i Sverige.